# Lorenzo De Conciliis
Lorenzo de Conciliis, talvolta citato come De Concilij (Avellino, 1776 – 1866), è stato un patriota italiano.

## Biografia
Ufficiale dell'esercito borbonico, nel 1798 si unì clamorosamente alla repubblica partenopea, ma dopo pochi mesi ritornò dalla parte dei monarchici, combattendo i suoi vecchi alleati giacobini.
Durante le guerre napoleoniche combatté dalla parte di Giuseppe Bonaparte e, successivamente, del nuovo re Gioacchino Murat, abbandonandolo dopo la sua caduta.
La Restaurazione fu clemente con De Conciliis, che riottenne il suo vecchio incarico di ufficiale borbonico. Negli anni successivi al 1815 si affiliò alla Carboneria, supportando poi i moti del 1820-1821.
Divenuto membro del Parlamento rivoluzionario, fuggì in Spagna alla caduta del regime costituzionale, insieme all'amico Domenico Nicolai, e ivi combatté dalla parte di Rafael del Riego e Antonio Quiroga.
La sconfitta dei rivoluzionari spagnoli e l'esecuzione di del Riego costrinsero De Conciliis a spostarsi in Gran Bretagna e poi nella Grecia da poco liberata dagli Ottomani (1827).
Si spostò quindi in Francia, dove restò fino allo scoppio dei moti del 1848, allorché tornò a Napoli sperando in una nuova rivoluzione.
Nel 1860 supportò Giuseppe Garibaldi nella sua guerra contro i Borboni, ottenendo, per il suo importante contributo, lo scranno di senatore del Regno nel 1861.